# THE FALL 警視ステラ・ギブソン
『THE FALL 警視ステラ・ギブソン』（原題：The Fall）は、2013年５月よりBBC2で放送開始されたイギリスのテレビドラマ。

## 概要
イギリスで2013年5月よりシーズン１、2014年11月よりシーズン2、2016年9月よりシーズン3が放送された。
ジリアン・アンダーソンが主演であることに加え、批評家たちの前評判が良かったことも功を奏し、イギリスでの初回放送は350万人を超え、イギリスBBC2において8年ぶりに視聴者数の記録を塗り替えた。
犯人を推理する通常のクライム・ドラマとは違い、物語の冒頭から犯人が明らかにされている倒叙形式であり、犯罪者を追う刑事と追われる側の犯人、この2人を主人公に物語は展開していく。
イギリス・北アイルランドの首府ベルファストを舞台に、ジェイミー・ドーナン演じる連続殺人犯と、ロンドン警視庁より呼び寄せられたジリアン・アンダーソンが演じるステラ・ギブソン警視の熾烈な心理戦をスリリングに描いている。

## 登場人物

### 主要人物
ステラ・ギブソン
演 - ジリアン・アンダーソン、日本語吹替 - 相沢恵子
ロンドン警視庁の警視。ベルファストで起きた連続殺人事件の捜査が難航していたためロンドンより呼び寄せられ指揮を任される。

ポール・スペクター
演 - ジェイミー・ドーナン、日本語吹替 - 藤真秀
連続殺人犯。別名ベルファスト絞殺魔。死別カウンセラーをやっている。幼い頃にいた施設で性的虐待を受けていたとみられる。

ジム・バーンズ
演 - ジョン・リンチ、日本語吹替 - やまむらいさと
北アイルランド警察の警視長。過去にステラと不倫関係にあった。

ローズ・スタッグ
演 - ヴァリーン・ケイン
ポールの元恋人。

ターニャ・リード・スミス
演 - アーチー・パンジャビ、日本語吹替 - 佐竹海莉
法医学者。検死官として捜査に参加。

ケイト・ベネデッド
演 - アシュリン・フランシオーシ
スペクター家でシッターをしている高校生。ポールに想いを寄せる。

サリー・アン・スペクター
演 - Bronagh Waugh、日本語吹替 - 土門敬子
ポールの妻。新生児病院で働いている。

トム･アンダーソン
演 - コリン・モーガン
シーズン2より登場した巡査部長。ステラに誘われて捜査に参加する。

## エピソード

### シーズン1
| 話数   | 邦題           | 原題                | FOX（日本）初放送日 | イギリス初放送日 |
| ------ | -------------- | ------------------- | ------------------- | ---------------- |
| 第01話 | 追跡の始まり   | Dark Descent        | 2013年8月5日        | 2013年5月13日    |
| 第02話 | 赤いマニキュア | Darkness Visible    | 2013年8月12日       | 2013年5月20日    |
| 第03話 | 新たな獲物     | Insolence & Wine    | 2013年8月19日       | 2013年5月27日    |
| 第04話 | 犯人からの手紙 | My Adventurous Song | 2013年8月26日       | 2013年6月3日     |
| 第05話 | 接触           | The Vast Abyss      | 2013年9月2日        | 2013年6月10日    |

### シーズン2
| 話数   | 邦題     | 原題                        | FOX（日本）初放送日 | イギリス初放送日 |
| ------ | -------- | --------------------------- | ------------------- | ---------------- |
| 第01話 | 過去     | These Troublesome Disguises | 2015年11月21日      | 2015年11月9日    |
| 第02話 | ピーター | Night Darkens the Streets   | 2015年11月28日      | 2015年11月16日   |
| 第03話 | 闇       | Beauty Hath Strange Power   | 2015年12月5日       | 2015年11月23日   |
| 第04話 | 日記     | The Mind is its Own Place   | 2015年12月12日      | 2015年11月30日   |
| 第05話 | 陥落     | The Perilous Edge of Battle | 2015年12月19日      | 2015年12月7日    |
| 第06話 | 対決     | What Is in Me Dark Illumine | 2015年12月26日      | 2015年12月14日   |

### シーズン3
| 話数   | 邦題       | 原題                  | FOX（日本）初放送日 | イギリス初放送日 |
| ------ | ---------- | --------------------- | ------------------- | ---------------- |
| 第01話 | 沈黙       | Silence and Suffering | 2016年9月25日       | 2016年9月25日    |
| 第02話 | 混沌       | His Troubled Thoughts | 2016年10月2日       | 2016年10月2日    |
| 第03話 | 記憶       | The Gates of Light    | 2016年10月9日       | 2016年10月9日    |
| 第04話 | 内なる地獄 | The Hell Within Him   | 2016年10月16日      | 2016年10月16日   |
| 第05話 | 傷         | Wounds of Deadly Hate | 2016年10月23日      | 2016年10月23日   |
| 第06話 | 愛さない者 | Their Solitary Way    | 2016年10月28日      | 2016年10月28日   |